# Melt bitter
『melt bitter』（メルトビター）は、さとうもかの3枚目のシングル。SOUND SKETCH, inc.から2020年1月22日に発売された。

## 概要
デジタルシングルとマキシシングルの二形態で発売され、2021年8月4日に数量限定で7インチレコード盤が発売された。

## 受賞
2022年TikTok流行語大賞 『melt bitter』がノミネート。
Heatseekers Songs二週連続首位。

## 曲目
1. melt bitter
2. ひまわり
3. かたちない日々